# Lista dos filmes estadunidenses mais inspiradores segundo o American Film Institute
Parte integrante da série de listas lançadas pelo American Film Institute para comemorar os 100 anos do cinema, a lista AFI's 100 Years... 100 Cheers - 100 Anos... 100 Vivas! - foi divulgada em novembro de 2005, reunindo os 100 filmes mais inspiradores lançados pelo cinema americano. A votação envolveu líderes da comunidade cinematográfica, incluindo atores, diretores, roteiristas, editores, executivos de cinema e críticos, que votaram seguindo determinados critérios. A lista foi exibida ao público pelo AFI em 14 de Junho de 2006 através da rede de televisão CBS num programa com cerca de 130 minutos.

## A lista
|     | Título                                                                               | Ano  | Diretor/realizador             | Tipo              | A(c)tores principais                                                     |
| --- | ------------------------------------------------------------------------------------ | ---- | ------------------------------ | ----------------- | ------------------------------------------------------------------------ |
| 01  | A Felicidade não se Compra (BR) / Do Céu Caiu uma Estrela (PT)                       | 1946 | Frank Capra                    | drama             | James Stewart, Donna Reed, Lionel Barrymore                              |
| 02  | O Sol é para Todos                                                                   | 1962 | Robert Mulligan                | drama             | Gregory Peck                                                             |
| 03  | A Lista de Schindler                                                                 | 1993 | Steven Spielberg               | guerra            | Liam Neeson, Ben Kingsley                                                |
| 04  | Rocky - Um lutador (BR) / Rocky (PT)                                                 | 1976 | John G. Avildsen               | drama             | Sylvester Stallone                                                       |
| 05  | A mulher faz o homem (BR) / Peço a palavra (PT)                                      | 1939 | Frank Capra                    | drama             | James Stewart, Jean Arthur                                               |
| 06  | E. T. o extra-terrestre                                                              | 1982 | Steven Spielberg               | ficção científica | Henry Thomas, Drew Barrymore                                             |
| 07  | As vinhas da ira                                                                     | 1940 | John Ford                      | drama             | Henry Fonda                                                              |
| 08  | O Vencedor                                                                           | 1979 | Peter Yates                    | drama             | Dennis Quaid                                                             |
| 09  | De ilusão também se vive (BR) / Milagre da Rua 34 (PT)                               | 1947 | George Seaton                  | drama             | Maureen O'Hara, Natalie Wood                                             |
| 10  | O Resgate do Soldado Ryan                                                            | 1998 | Steven Spielberg               | guerra            | Tom Hanks, Matt Damon                                                    |
| 11  | Os Melhores Anos de Nossas Vidas                                                     | 1946 | William Wyler                  | romance           | Fredric March, Myrna Loy                                                 |
| 12  | Apollo 13 - Do Desastre ao Triunfo (BR) / Apollo 13 (PT)                             | 1995 | Ron Howard                     | drama             | Tom Hanks, Ed Harris                                                     |
| 13  | Momentos Decisivos (BR)                                                              | 1986 | David Anspaugh                 | drama             | Gene Hackman                                                             |
| 14  | A Ponte do Rio Kwai (BR) / A Ponte sobre o Rio Kwai (PT)                             | 1957 | David Lean                     | guerra            | William Holden, Alec Guiness                                             |
| 15  | O Milagre de Anne Sullivan (BRA/PRT)                                                 | 1962 | Arthur Penn                    | drama             | Anne Bancroft, Patty Duke                                                |
| 16  | Norma Rae                                                                            | 1979 | Martin Ritt                    | drama             | Sally Field, Beau Bridges                                                |
| 17  | Um Estranho no Ninho (BR) / Voando sobre um Ninho de Cucos (PT)                      | 1975 | Milos Forman                   | drama             | Jack Nicholson, Louise Fletcher                                          |
| 18  | O Diário de Anne Frank (BR)                                                          | 1959 | George Stevens                 | drama             | Millie Perkins, Shelley Winters                                          |
| 19  | Os Eleitos (BR)                                                                      | 1983 | Philip Kaufman                 | drama/aventura    | Sam Shepard, Scott Glenn, Ed Harris                                      |
| 20  | Filadélfia                                                                           | 1993 | Jonathan Demme                 | drama             | Tom Hanks, Denzel Washington                                             |
| 21  | No Calor da Noite                                                                    | 1967 | Norman Jewison                 | drama/policial    | Sidney Poitier, Rod Steiger                                              |
| 22  | Ídolo, Amante e Herói (BR)                                                           | 1942 | Sam Wood                       | drama             | Gary Cooper                                                              |
| 23  | Um Sonho de Liberdade (BR) / Os Condenados de Shawshank (PT)                         | 1994 | Frank Darabont                 | drama             | Tim Robbins, Morgan Freeman                                              |
| 24  | A Mocidade é Assim Mesmo (BR) / A Nobreza Corre nas Veias (PT)                       | 1944 | Clarence Brown                 | drama             | Elizabeth Taylor, Mickey Rooney                                          |
| 25  | Contrastes Humanos (BR) / A Quimera do Riso (PT)                                     | 1941 | Preston Sturges                | drama/comédia     | Joel McCrea, Veronica Lake                                               |
| 26  | O Mágico de Oz (BR) / O Feiticeiro de Oz (PT)                                        | 1939 | Victor Fleming                 | musical           | Judy Garland                                                             |
| 27  | Matar ou Morrer                                                                      | 1952 | Fred Zinnemann                 | faroeste          | Gary Cooper, Grace Kelly                                                 |
| 28  | O Campo dos Sonhos (BR), Campo de Sonhos (PT)                                        | 1989 | Phil Alden Robinson            | drama             | Kevin Costner, Burt Lancaster                                            |
| 29  | Gandhi                                                                               | 1982 | Richard Attenborough           | drama             | Ben Kingsley                                                             |
| 30  | Lawrence da Arábia                                                                   | 1962 | David Lean                     | épico             | Peter O'Toole, Omar Sharif                                               |
| 31  | Tempo de Glória                                                                      | 1989 | Edward Zwick                   | drama/guerra      | Matthew Broderick, Morgan Freeman, Denzel Washington                     |
| 32  | Casablanca                                                                           | 1942 | Michael Curtiz                 | drama             | Humphrey Bogart, Ingrid Bergman                                          |
| 33  | Luzes da Cidade                                                                      | 1931 | Charles Chaplin                | comédia           | Charles Chaplin                                                          |
| 34  | Todos os Homens do Presidente (BR) / Os Homens do Presidente (PT)                    | 1976 | Alan J. Pakula                 | drama             | Dustin Hoffman, Robert Redford, Jason Robards                            |
| 35  | Adivinhe Quem Vem Para o Jantar (BR) / Adivinha Quem Vem Para Jantar (PT)            | 1967 | Stanley Kramer                 | comédia/drama     | Spencer Tracy, Katharine Hepburn, Sidney Poitier                         |
| 36  | Sindicato de Ladrões (BR) / Há Lodo no Cais (PT)                                     | 1954 | Elia Kazan                     | drama             | Marlon Brando, Eve Marie Saint                                           |
| 37  | Forrest Gump - O Contador de Histórias (BR) / Forrest Gump (PT)                      | 1994 | Robert Zemeckis                | drama             | Tom Hanks, Sally Field                                                   |
| 38  | Pinoquio                                                                             | 1940 | Hamilton Luske, Ben Sharpsteen | fantasia          | -                                                                        |
| 39  | Star Wars Episódio IV: Uma Nova Esperança                                            | 1977 | George Lucas                   | ficção científica | Mark Hamill, Harrison Ford, Alec Guiness, Carrie Fisher, Anthony Daniels |
| 40  | Rosa da Esperança (BR)                                                               | 1942 | William Wyler                  | drama             | Greer Garson                                                             |
| 41  | A Noviça Rebelde (BR) / Música no Coração (PT)                                       | 1965 | Robert Wise                    | musical           | Julie Andrews, Christopher Plummer                                       |
| 42  | 12 Homens e uma Sentença (BR) / Doze Homens em Fúria (PT)                            | 1957 | Sidney Lumet                   | drama             | Henry Fonda, Lee J. Cobb, Martin Balsam                                  |
| 43  | ...E o Vento Levou (BR) / E Tudo o Vento Levou (PT)                                  | 1939 | Victor Fleming                 | drama             | Vivien Leigh, Clark Gable                                                |
| 44  | Spartacus                                                                            | 1960 | Stanley Kubrick                | drama/épico       | Kirk Douglas, Laurence Olivier, Peter Ustinov                            |
| 45  | Num Lago Dourado (BR) / A Casa do Lago (PT)                                          | 1981 | Mark Rydell                    | drama             | Henry Fonda, Katharine Hepburn, Jane Fonda                               |
| 46  | Uma Voz nas Sombras (BR) / Lírios do Campo (PT)                                      | 1963 | Ralph Nelson                   | drama             | Sidney Poitier                                                           |
| 47  | 2001: Uma odisséia no Espaço                                                         | 1968 | Stanley Kubrick                | ficção científica | Keir Dullea                                                              |
| 48  | Uma Aventura na África                                                               | 1951 | John Huston                    | aventura          | Humphrey Bogart, Katharine Hepburn                                       |
| 49  | Adorável Vagabundo (BR)                                                              | 1941 | Frank Capra                    | drama             | Gary Cooper, Barbara Stanwyck                                            |
| 50  | Seabiscuit - Alma de Herói (BR) / Nascido para Ganhar (PT)                           | 2003 | Gary Ross                      | drama             | Tobey Maguire, Jeff Bridges, Chris Cooper                                |
| 51  | A Cor Púrpura                                                                        | 1985 | Steven Spielberg               | drama             | Whoopi Goldberg, Danny Glover, Oprah Winfrey                             |
| 52  | Sociedade dos Poetas Mortos (BR) / O Clube dos Poetas Mortos (PT)                    | 1989 | Peter Weir                     | drama             | Robin Williams, Jeff Bridges, Robert Sean Leonard                        |
| 53  | Os Brutos Também Amam (BR) / Shane (PT)                                              | 1953 | George Stevens                 | faroeste          | Alan Ladd, Jack Palance                                                  |
| 54  | Rudy                                                                                 | 1993 | David Anspaugh                 | drama             | Sean Astin, Jon Favreau                                                  |
| 55  | Acorrentados (BR)                                                                    | 1958 | Stanley Kramer                 | drama             | Tony Curtis, Sidney Poitier                                              |
| 56  | Ben-Hur                                                                              | 1959 | William Wyler                  | épico             | Charlton Heston, Stephen Boyd                                            |
| 57  | Sargento York                                                                        | 1953 | Howard Hawks                   | guerra            | Gary Cooper                                                              |
| 58  | Contatos Imediatos do Terceiro Grau (BR) / Encontros Imediatos do Terceiro Grau (PT) | 1977 | Steven Spielberg               | ficção científica | Richard Dreyfuss, François Truffaut                                      |
| 59  | Dança com Lobos (BR) \ Danças com Lobos (PT)                                         | 1990 | Kevin Costner                  | drama             | Kevin Costner                                                            |
| 60  | Os Gritos do Silêncio (BR) / Terra Sangrenta (PT)                                    | 1984 | Roland Joffé                   | guerra            | Sam Waterston, Haing S. Ngor                                             |
| 61  | Lágrimas de Esperança (BR)                                                           | 1972 | Martin Ritt                    | drama             | Cicely Tyson, Paul Winfield                                              |
| 62  | Coração Valente (BR) / O Desafio do Guerreiro (PT)                                   | 1995 | Mel Gibson                     | drama/guerra      | Mel Gibson, Sophie Marceau                                               |
| 63  | Rain Man (BR) / Encontro de Irmãos (PT)                                              | 1988 | Barry Levinson                 | drama             | Dustin Hoffman, Tom Cruise                                               |
| 64  | Corcel Negro (BR)                                                                    | 1979 | Carroll Ballard                | drama             | Mickey Rooney, Kelly Reno                                                |
| 65  | O Sol Tornará a Brilhar (BR)                                                         | 1961 | Daniel Petrie                  | drama             | Sidney Poitier                                                           |
| 66  | Silkwood - O Retrato de uma Coragem (BR) / Reacção em cadeia (PT)                    | 1983 | Mike Nichols                   | drama             | Meryl Streep, Kurt Russell                                               |
| 67  | O Dia em que a Terra Parou (BR)                                                      | 1951 | Robert Wise                    | ficção científica | Michael Rennie, Patricia Neal                                            |
| 68  | A Força do Destino (BR) / Oficial e Cavalheiro (PT)                                  | 1982 | Taylor Hackford                | drama             | Richard Gere, Louis Gossett Jr., Debra Winger                            |
| 69  | A Águia Solitária                                                                    | 1957 | Billy Wilder                   | drama/aventura    | James Stewart                                                            |
| 70  | O Destino Mudou Sua Vida (BR)                                                        | 1980 | Michael Apted                  | drama             | Sissi Spacek, Tommy Lee Jones                                            |
| 71  | Rebeldia Indomável (BR) / O Presidiário (PT)                                         | 1967 | Stuart Rosenberg               | drama             | Paul Newman, George Kennedy                                              |
| 72  | Vitória Amarga (BR) / Vitória Negra (PT)                                             | 1939 | Edmundo Goulding               | drama             | Bette Davis, Humphrey Bogart                                             |
| 73  | Erin Brockovich - Uma Mulher de Talento (BR) / Erin Brockovich (PT)                  | 2000 | Steven Soderbergh              | drama             | Julia Roberts                                                            |
| 74  | Gunga Din                                                                            | 1939 | George Stevens                 | drama/guerra      | Cary Grant, Sam Jaffe                                                    |
| 75  | O Veredito (BR) / O Veredicto (PT)                                                   | 1982 | Sidney Lumet                   | drama             | Paul Newman, Charlotte Rampling                                          |
| 76  | O Homem de Alcatraz                                                                  | 1962 | John Frankenheimer             | drama             | Burt Lancaster                                                           |
| 77  | Conduzindo Miss Daisy (BR) / Miss Daisy (PT)                                         | 1989 | Bruce Beresford                | drama             | Jessica Tandy, Morgan Freeman                                            |
| 78  | Thelma e Louise                                                                      | 1991 | Ridley Scott                   | drama/policial    | Susan Sarandon, Geena Davis                                              |
| 79  | Os Dez Mandamentos                                                                   | 1956 | Cecil B. DeMille               | drama/épico       | Charlton Heston, Yul Brynner                                             |
| 80  | Babe - O Porquinho Atrapalhado (BR)                                                  | 1995 | Chris Noonan                   | infantil          | James Cromwell                                                           |
| 81  | Com Os Braços Abertos (BR)                                                           | 1938 | Norman Taurog                  | drama             | Spencer Tracy, Mickey Rooney                                             |
| 82  | Um Violinista no Telhado (BR) / Violinista no Telhado (PT)                           | 1971 | Norman Jewison                 | drama/musical     | Topol                                                                    |
| 83  | O Galante Mr. Deeds (BR) / Doido Com Juízo (PT)                                      | 1936 | Frank Capra                    | drama             | Gary Cooper, Jean Arthur                                                 |
| 84  | Serpico (BR)                                                                         | 1973 | Sidney Lumet                   | policial          | Al Pacino                                                                |
| 85  | Tina                                                                                 | 1993 | Brian Gibson                   | drama             | Angela Bassett, Laurence Fishburne                                       |
| 86  | O Preço Do Desafio (BR)                                                              | 1988 | Ramon Menendez                 | drama             | Lou Diamond Phillips, Andy Garcia                                        |
| 87  | Uma Secretária de Futuro (BR) / Uma Mulher de Sucesso (PT)                           | 1988 | Mike Nichols                   | comédia           | Melanie Griffith, Harrison Ford, Sigourney Weaver                        |
| 88  | A Canção da Vitória (BR) / Canção Triunfal (PT)                                      | 1942 | Michael Curtiz                 | musical           | James Cagney                                                             |
| 89  | Ensina-me a Viver                                                                    | 1972 | Hal Ashby                      | comédia           | Ruth Gordon, Bud Cort                                                    |
| 90  | Hotel Rwanda                                                                         | 2004 | Terry George                   | drama             | Don Cheadle                                                              |
| 91  | O Homem Que Eu Escolhi (BR)                                                          | 1973 | James Bridges                  | drama             | Timothy Bottoms, John Houseman                                           |
| 92  | Fama                                                                                 | 1980 | Alan Parker                    | drama/musical     | Irene Cara                                                               |
| 93  | Uma Mente Brilhante                                                                  | 2001 | Ron Howard                     | drama             | Russell Crowe, Jennifer Connelly                                         |
| 94  | Marujo Intrépido (BR) / Lobos do Mar (PT)                                            | 1937 | Victor Fleming                 | drama             | Spencer Tracy                                                            |
| 95  | Um Lugar no Coração (BR) / Lugares no Coração (PT)                                   | 1984 | Robert Benton                  | drama             | Sally Field, Danny Glover                                                |
| 96  | Lances Inocentes (BR) / À Procura de Bobby Fischer (PT)                              | 1993 | Steven Zaillian                | drama             | Max Pomeranc                                                             |
| 97  | Madame Curie (BR)                                                                    | 1943 | Mervyn LeRoy                   | drama             | Greer Garson, Walter Pidgeon                                             |
| 98  | Karatê Kid                                                                           | 1984 | John G. Avildsen               | drama             | Ralph Macchio, Pat Morita                                                |
| 99  | Ray                                                                                  | 2004 | Taylor Hackford                | drama/musical     | Jamie Foxx, Regina King                                                  |
| 100 | Carruagens de Fogo (BR) / Momentos de Glória (PT)                                    | 1981 | Hugh Hudson                    | drama             | Ben Cross, Ian Charleson                                                 |